# Ligne Tagansko-Krasnopresnenskaïa
La ligne Tagansko-Krasnopresnenskaïa (en russe, Таганско-Краснопресненская линия), initialement Jdanovsko-Krasnopresnenskaïa (jusqu'en 1990) est la 7e ligne du métro de Moscou. Elle relie le Nord-Ouest et l'Est de la ville.

## Histoire

### Chronologie
| Segment                          | Date d'ouverture  |        |
| -------------------------------- | ----------------- | ------ |
| Taganskaïa - Vykhino             | 31 décembre 1966  |        |
| Taganskaïa - Kitaï-gorod         | 30 décembre 1970  |        |
| Barrikadnaïa - Oktiabrskoïe pole | 14 mars 1972      |        |
| Barrikadnaïa - Kitaï-gorod       | 14 mars 1975      |        |
| Oktiabrskoïe pole - Planernaïa   | 14 mars 1972      |        |
| Vykhino–Joulebino                | 9 novembre 2013   | 4.6 km |
| Spartak (station ajoutée)        | 27 août 2014      | —      |
| Joulebino–Kotelniki              | 21 septembre 2015 | 1.3 km |

### Changement d'appellation
| Station     | Dénomination(s) précendente(s) | Années    |
| ----------- | ------------------------------ | --------- |
| Vykhino     | Zhdanovskaya                   | 1966–1989 |
| Kitay-gorod | Ploschad Nogina                | 1970–1990 |

## Nombre de wagons
| 4 | 1972-1975        |
| 7 | à partir de 1975 |
| 8 | à partir de 1983 |

## Types de wagons en service sur la ligne
| Е           | 1966-1974        |
| Еj          | 1971-197?        |
| ЕjZ, Ем508Т | à partir de 1974 |

## Correspondances
| #  | Vers la ligne                 | Station                         |
| -- | ----------------------------- | ------------------------------- |
| 01 | Sokolnitcheskaïa              | Kouznetski Most                 |
| 02 | Zamoskvoretskaïa              | Pouchkinskaïa                   |
| 05 | Koltsevaïa                    | Barrikadnaïa, Taganskaïa        |
| 06 | Kaloujsko-Rijskaïa            | Kitaï-gorod                     |
| 08 | Kalininsko-Solntsevskaïa      | Taganskaïa                      |
| 09 | Serpoukhovsko-Timiryazevskaïa | Pouchkinskaïa                   |
| 10 | Lioublinsko-Dmitrovskaïa      | Proletarskaïa                   |
| 11 | Ligne Bolchaïa Koltsevaïa     | Tekstilchtchiki Khorochiovskaïa |
| 14 | Ceinture centrale de Moscou   | Ougrechskaïa Khorochiovo        |

## Développements récents et futurs
Selon le plan officiel de construction du métro, en 2011 il est prévu d'ouvrir un segment d'une longueur de 3,38 km dans le quartier de Joulebino. L'ouverture de la station Joulebino suivra celle de la station Vykhino. Il est prévu de construire à long terme encore une ou plusieurs stations dans le micro quartier Joulebino et jusqu'à Lioubertsy. 
Le segment de la ligne à partir de la station Begovaïa jusqu'à Polejaïevskaïa nécessite un entretien capital du tunnel. Compte tenu de cela, il est probable que dans les prochaines décennies, le segment de la ligne entre Barrikadnaïa et Oktiabrskoïe pole ne fonctionne pas toujours dû à la réfection du tunnel. 
La construction de la station Stadion Spartak a été aussi proposée pour 2012-2014, après la construction du stade Spartak. 